# روري ماكان (لاعب كريكت)
روري ماكان (11 يناير 1985 في المملكة المتحدة - ) (بالإنجليزية: Rory McCann)‏ هو لاعب كريكت بريطاني. شارك مع منتخب أيرلندا للكريكت.

## وصلات خارجية
- روري ماكان على موقع إي آس بي آن كريك إنفو (الإنجليزية)